# Munizipalität Telawi
Die Munizipalität Telawi (georgisch თელავის მუნიციპალიტეტი, Telawis munizipaliteti) ist eine Verwaltungseinheit (etwa entsprechend einem Landkreis) in der Region Kachetien im Osten Georgiens.

## Geographie
Verwaltungssitz der Munizipalität ist die Stadt Telawi (19.629 Einwohner), die jedoch 2014 als Hauptstadt der Region aus der Munizipalität ausgegliedert wurde und jetzt eigenständige Verwaltungseinheit neben dieser ist. Die 1095 km² große Munizipalität wird im Westen bis Nordwesten von der Munizipalität Achmeta, im Osten von der Munizipalität Qwareli, im Südosten von der Munizipalität Gurdschaani und im Südwesten von der Munizipalität Sagaredscho begrenzt, alle ebenfalls in der Region Kachetien. Im Nordosten grenzt sie an die Republik Dagestan der Russischen Föderation.   
Der zentrale Teil der Munizipalität um die Stadt Telawi, wo sich auch die meisten Ortschaften befinden, liegt im oberen (nordwestlichen) Abschnitt des Alasani-Becken, das vom namensgebenden Alasani durchflossen wird. Nach Nordosten steigt der Hauptkamm des Großen Kaukasus an, auf dem im östlichen Teil die Staatsgrenze zu Russland verläuft; im westlichen Teil bildet er die Grenze zur historischen Region Tuschetien, die heute zur Munizipalität Achmeta gehört. Der Kamm erreicht auf dem Territorium der Munizipalität mit einem namenlosen Gipfel eine Höhe von 3115 m. Im Südwesten der Munizipalität erstreckt sich der Gombori-Kamm, der in diesem Abschnitt um den 1989 m hohen Ziwi seine größte Höhe erreicht.

## Bevölkerung und Verwaltungsgliederung
Die Munizipalität hat 38.721 Einwohner (2014); das ist in den heutigen Grenzen gut ein Fünftel weniger als bei der vorangegangenen Volkszählung 2002 (48.784 Einwohner; mit der 2002 noch zur Munizipalität gehörigen Stadt Telawi 70.589).
Bevölkerungsentwicklung
Anmerkung: Volkszählungsdaten. 1951 Rajon Achmeta ausgegliedert. 2014 Stadt Telawi ausgegliedert: zum Vergleich auch Einwohnerzahl der Munizipalität mit Stadt angezeigt.

Die größten Ortschaften sind mit jeweils über 2500 Einwohnern die Dörfer Kurdghelauri, Qaradschala, Wardissubani und Zinandali (2014).
Die Munizipalität gliedert sich in 22 Gemeinden (hier überwiegend mit nur jeweils einer Ortschaft einfach als „Dorf“, georgisch sopeli, სოფელი bezeichnet; ansonsten temi, თემი) mit insgesamt 29 Ortschaften:
| Gemeinde          | Anzahl Ortschaften | Einwohner (2014) |
| ----------------- | ------------------ | ---------------- |
| Akura             | 1                  | 1869             |
| Artana            | 1                  | 819              |
| Buscheti          | 1                  | 1090             |
| Gulgula           | 1                  | 1108             |
| Iqalto            | 1                  | 2034             |
| Kissischewi       | 1                  | 1916             |
| Kondoli           | 1                  | 2188             |
| Kurdghelauri      | 1                  | 3962             |
| Kwemo Chodascheni | 1                  | 1277             |
| Lalisquri         | 1                  | 499              |
| Lapanquri         | 1                  | 620              |
| Napareuli         | 1                  | 2003             |
| Nassamchrali      | 1                  | 576              |
| Pschaweli         | 2                  | 1712             |
| Qaradschala       | 1                  | 4891             |
| Ruispiri          | 2                  | 2568             |
| Saniore           | 2                  | 913              |
| Schalauri         | 1                  | 2186             |
| Tetrizqlebi       | 5                  | 232              |
| Wanta             | 1                  | 937              |
| Wardissubani      | 1                  | 2646             |
| Zinandali         | 1                  | 2675             |

## Sehenswürdigkeiten
In der Munizipalität Telawi befinden sich bedeutende Bau- und Kulturdenkmäler, wie das im 4. Jahrhundert vom georgischen Mönch Senon Iqaltoeli gegründete Iqalto-Kloster oder das im 16. Jahrhundert zerstörte Alte Schuamta-Kloster mit einer Basilika aus dem 5. Jahrhundert und zwei Kuppelkirchen. In dessen Nähe befindet sich das von der Ehefrau Tinatin des Königs Lewan II. darauf gegründete Neue Schuamta-Kloster. Unweit steht im Dorf Kissischewi eine Kirche aus dem 6. oder 7. Jahrhundert und in der Nähe des Dorfes Akura das Kloster Mamadawiti. 